# Greg Allen
Greg Lomack Allen (né le 15 mars 1993 à San Diego, Californie, États-Unis) est un joueur de champ extérieur des Indians de Cleveland de la Ligue majeure de baseball.

## Carrière
Joueur des Aztecs de l'université d'État de San Diego, Greg Allen est choisi par les Indians de Cleveland au 6e tour de sélection du repêchage amateur de 2014.
À la fin juillet 2016, Allen est nommé comme l'un des prometteurs joueurs de ligues mineures que les Indians de Cleveland avaient accepté de céder aux Brewers de Milwaukee à la date limite des échanges pour acquérir le receveur étoile Jonathan Lucroy, mais ce dernier utilise sa clause de non échange pour bloquer le transfert,.
Greg Allen fait ses débuts dans le baseball majeur le 1er septembre 2017 avec Cleveland.